# Fluorbritholite-(Ce)
La fluorbritholite-(Ce) è un minerale appartenente al gruppo della britholite.